# Qualia

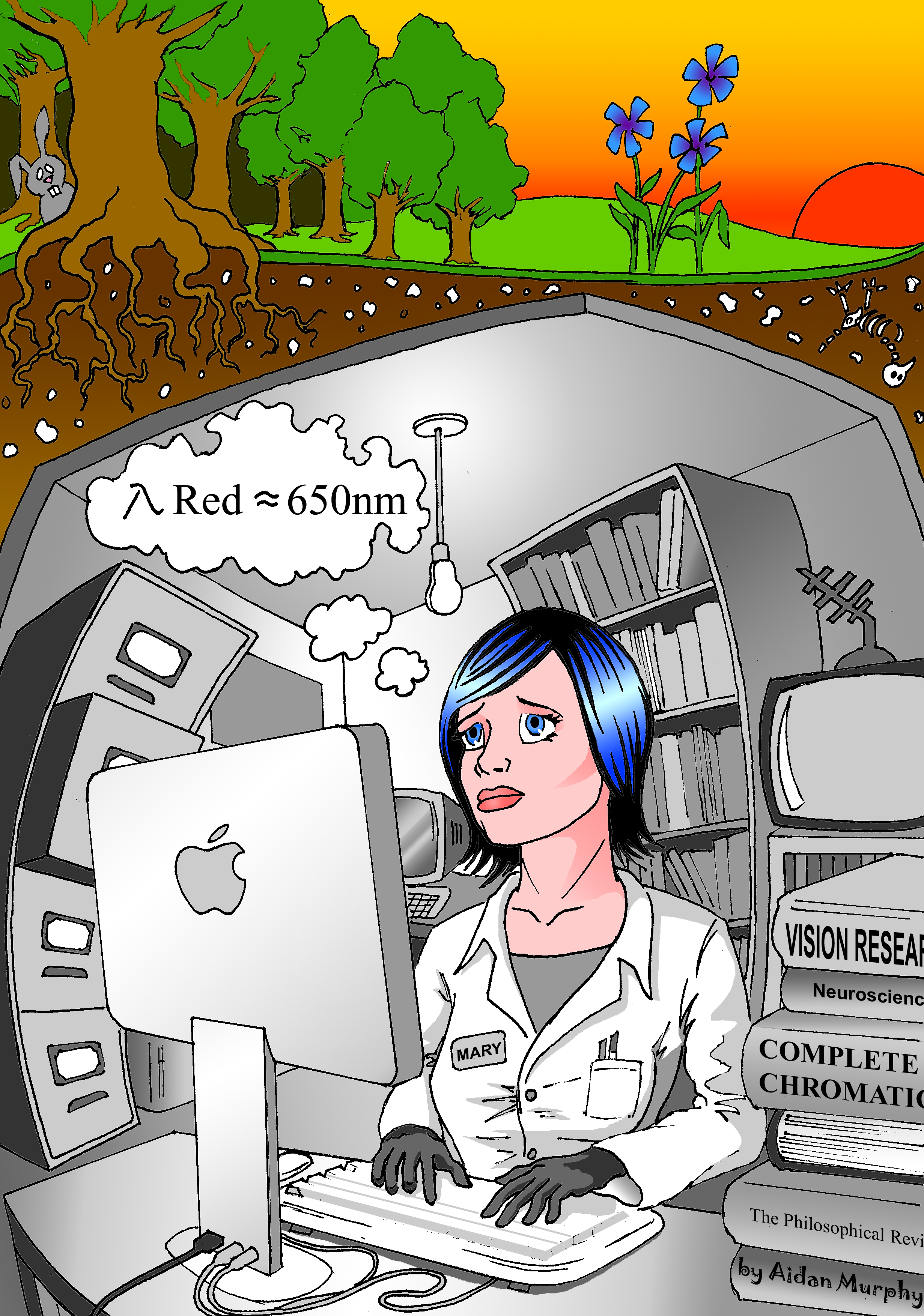
Vizualizace myšlenkového experimentu Mariin pokoj: I kdyby byla schopna vědkyně, která nikdy nepoznala červenou, dokonale popsat cestu červené barvy od zachycení fotonů lidskou sítnicí přes zpracování mozkem až po naši reakci, zkušenost nám naznačuje, že skutečný koncept "červenosti červené" dosud nepoznala.

Pojem qualia (plurál ang. quale z lat. qualis – dosl. jakého druhu – jaké povahy) ve filosofii popisuje naši osobní zkušenost s vnějším světem, mentální část našeho já zprostředkovávající svět jevů. V tomto obecném významu je odmítána existence qualií samotných jen výjimečně, mezi filosofy však probíhá například debata, nakolik jsou qualia spjata s fyzickým světem a které stavy vědomí jsou ještě nositeli qualií. Povaha qualií je klíčová v debatě o podstatě vědomí, čímž se stává základní otázkou pro řadu teorií morálky.

## Pojem qualia
Ve filosofických pracích se setkáme s několikerým užitím slova qualia:
1. Qualia jako pojem pro osobní, nesdílitelné prožitky představil C.S. Peirce roku 1866 a pohled na vědomí jako na nefyzikální a nesdílitelnou složku jáství koexistoval s panujícím materialismem po následující půlstoletí.
2. V pojetí, které popsal C. I. Lewis roku 1929 si můžeme pod qualiemi představit tu část lidského vnímání, která je nám dostupná, jíž vnímáme skutečně vědomě. Logicisté ve 20. letech 20. století toto chápání rozvinuli v rámci sense-data theory, podle které lze veškeré naše pozorovatelné vědomí popsat maximálně jako veškeré informace, které bychom teoreticky vyčetli z mozku hypotetickou dokonalou analýzou neurálních signálů našich smyslových orgánů. V terminologii C. I. Lewise jsou tedy qualia právě ony sense-data.
3. Filozofové jako Nagel (1974), Peacocke (1983) a Block (1990) přišli s podobnou interpretací ve svém popisu qualií jako souhrnného pojmu pro vnitřní lidské prožitky, jejichž povaha je ve všech ohledech plně zkoumatelná, ať už jsou fyzikální či nefyzikální podstaty. S tímto chápáním pojmu se v současné literatuře setkáváme nejčastěji.[1]
4. Naopak přesvědčení ateisté jako filozof vědomí Daniel Dennett ve svých úvahách používají pojem qualia pro vysloveně nefyzikální zážitky, které často označují za iluze, které vědomí samo vytváří.[3]

## Které formy vědomí jsou nositeli qualií?
Co všechno je zahrnuto v qualiích je otázkou diskuse a mezi filosofy rozhodně nepanuje konsenzus. Profesor filosofie Michael Tye (povětšinou čerpá z modelu, který představil Haugeland r. 1985) jako qualia řadí:
1. Prožitky vnímání jako obraz zelené, zvuk trumpety (včetně hlasitosti apod.), chuť lékořice, vůně moře
2. Fyzické pocity jako pocit hladu, bolesti břicha, pociťování vedra, malátnosti, orgasmu
3. Vášně a emoce jako slast, chtíč, strach, láska, zármutek, žárlivost, lítost
4. Nálady jako povznesenost, deprese, klid, nuda, napětí

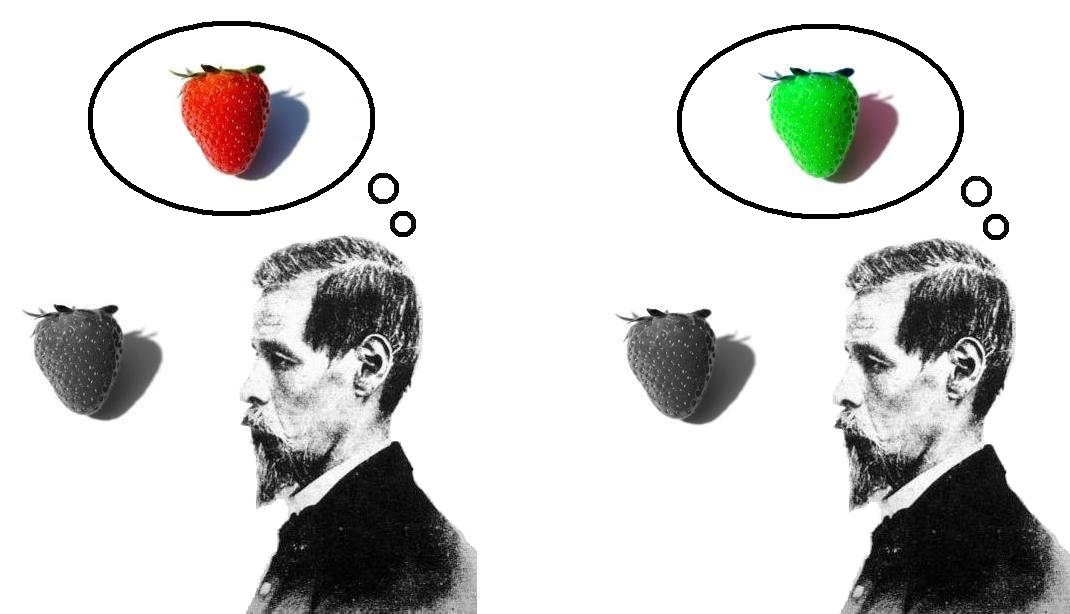
Subjektivní zážitek qualie jako je barva se zdá být nesdílitelný s ostatními lidmi

Galen Strawson (1994) se zasazoval pro to, abychom do naší představy qualií přibrali také zkušenost myšlení – jako pocit najednou si něco představit či něco si vybavit, protože je dle něho prožitkem na stejné úrovni jako emoce, nálady a pocity, zprostředkována svým vlastním "médiem" (modalitou). Tento pohled také podpořili Horgan a Tienson ve své studii z roku 2002.
Tento pohled je ale kontroverzní. Jednou z odpovědí na Strawsonovu argumentaci může být, že fenomény spjaté s myšlením jsou někdy vyjádřeny v lingvistických symbolech, které mají na rozdíl od ostatních qualií strukturu danou syntaxem, a jsou tedy do jisté míry studovatelné a sdílitené. Argument říká, že často "slyšíme" náš vnitřní hlas, a proto se jedná o veličinu popsatelnou slovy podobně jako objektivní vlastnosti našeho těla. V opozici k tomuto argumentu je však nutno říct, že faktická spojitost mezi myšlením a nám přístupnými jazykovými výrazy je velice chabá.
A co naše méně expresivní touhy? Vůbec soubor předpokladů naší osobnosti, myšlení, chápání a ideologie, kognitivní zkreslení či naše podvědomé pudy jistě do značné míry ovlivňují naše vnímání světa, potřebují mít však "vlastní pocity", aby mohly být označeny jako jedna z forem našeho vědomí? Kde udělat čáru mezi fundamentálními pocity a dalšími faktory působící na naše vědomí se v literatuře týkající se problému vědomí objevuje jako další třecí bod mezi pohledy filosofů.

## Související pojmy
- Faneron označuje naši osobní, slovy nesdílitelnou perspektivu světa, prostor našeho vnímání včetně jakýchkoli halucinací
- Vědomí označuje nejen stav mentální přítomnosti, užívá se také jako označení pro nás unikátní vnitřní prožitky našeho myšlení a vnímání
- Sonder označuje chvíli, kdy si člověk uvědomí, že ostatní lidé žijí stejně živé a komplexní životy, jako on sám